# René Garraud
Pour les articles homonymes, voir Garraud.
René Garraud (Jean-René) né le 20 novembre 1849 à Sainte-Bazeille (Lot-et-Garonne) et mort le 11 novembre 1930 à Lyon est un juriste, avocat, professeur de droit criminel et auteur de nombreux ouvrages de droit pénal et de procédure pénale.

## Biographie

### Formation
Son père est fonctionnaire à Nice. Il est bachelier es-lettres en 1867 (à Clermont-Ferrand). Il fait ses études de droit à la Faculté de Droit de Paris, de 1867 à 1873. Il les  interrompt en 1870 pour s'engager  dans la légion garibaldienne. . Il est décoré de  la Médaille des Anciens Combattants.  Docteur en droit en 1873 il reçoit  le premier prix du concours de doctorat (Fondation Beaumont) et le prix de l'Académie de Législation de Toulouse (concours pour les Mémoires couronnés dans les Facultés de Droit de France). 

### Avocat et professeur
Ses études terminées, R. Garraud devient avocat :  il est  d'abord avocat stagiaire à la Cour d'appel de Paris (de 1871 à 1874) ; puis, en 1876, il est inscrit au tableau de l'Ordre des avocats près la Cour d'appel de Lyon. Du 1er octobre 1914 au 1er octobre 19191 il est  bâtonnier. 
Parallèlement à sa carrière d'avocat, il est professeur : reçu troisième au concours d'agrégation des Facultés de Paris en 1874 (droit civil et droit criminel), il est d'abord agrégé à la Faculté de Droit de Douai, en charge d'un cours de droit administratif, de 1874 à 1875 puis il est agrégé à la Faculté de droit de Lyon (lors la création de cette faculté, en 1875). Il est nommé professeur de Droit criminel le 12 octobre 1878. Il reste en poste durant 46 ans dans cette faculté. 
Il publie de nombreux ouvrages et devient une référence mondiale dans le domaine du droit pénal. Il participe à de nombreux congrès nationaux et internationaux : congrès national de Droit pénal (Paris 1905, Rennes 1910) ; Congrès de Lisbonne en 1898, de Strasbourg en 1902, de Bruxelles en 1910, de Copenhague en 1913 ; Congrès pénitentiaires de Bruxelles (1900), de Budapest (1905), de Washington (1914), de Londres (1925). À la suite du congrès pénitentiaire de Saint-Pétersbourg (1902 où il présente un rapport sur la question : « dans quelle mesure faut-il attacher plus d'importance aux facteurs psychiques qu'aux résultats matériels du délit ? », il est nommé commandeur de l'Ordre de Saint-Stanislas. Il reçoit également la croix d'Officier de l'Ordre de Saint-Sava, ordre yougoslave. 

### Autres activités
Il est engagé dans de nombreuses associations et institutions : en 1896 il est  nommé membre de l'Académie des sciences, belles-lettres et arts de Lyon, il en est deux fois le président  (en 1907 et en 1912),  il est  président de la Société de Patronage et de Relèvement des libérés, vice-Président du Comité Départemental des Pupilles de la Nation, vice-Président de la Commission de surveillance des prisons, membre du conseil d'administration de la Société de Sauvetage de l'Enfance (Établissement de Sacuiïy-Brignais), vice-Président du Comité départemental de l'assistance publique et privée.

### Engagement politique
Depuis 1892, il est conseiller municipal de Beaujeu ; il est aussi administrateur du Syndicat agricole du Haut-Beaujolais. À Lyon, il est membre actif du Comité Directeur de la Fédération républicaine. Il se présente et échoue aux élections sénatoriales de 1901.

### Vie personnelle
Marié à  la fille d'un de ses collègues : le professeur  Rougier. Son fils  Pierre Garraud lui succéda dans sa chaire de Droit criminel, à la Faculté de Lyon. 
Il  est chevalier de la Légion d'honneur et officier de l'Instruction publique.
Il a été élu le 2 juin 1896 à l'Académie des sciences, belles-lettres et arts de Lyon le 2 juin 1896.

## Distinctions
- Officier de l'Instruction publique
- commandeur de l'Ordre de Saint-Stanislas
- Officier de l'ordre de Saint-Sava
- Chevalier de la Légion d'honneur

## Publications et travaux

### Ses trois principaux ouvrages
- Précis de droit criminel comprenant l'explication élémentaire de la partie générale du code pénal, du code d'instruction criminelle en entier et des lois qui ont modifié ces deux codes (éditions, chacune modifiée et complétée) en 1881, 1885, 1888, 1892, 1895, 1898, 1901, 1903, 1908, 1909, 1912, 1918, 1921, 1926 (cette dernière édition en collaboration avec son fils Pierre Garraud). Citation extraite de l'introduction de cet ouvrage[4] :

« La morale et le droit. La morale qui est l'ensemble des lois qui règlent l'exercice de l'activité humaine, en déterminant ce qui est permis, commandé ou défendu, comprend, sans doute, le droit; mais sa sphère d'action est plus étendue. En effet, l'analyse des divers rapports que régit la morale, les fait partager en deux classes distinctes. Les uns déterminent les devoirs des hommes entre eux et avec la société dont ils sont membres. Les autres, les devoirs de l'individu envers lui-même. Les premiers forment le domaine du droit ou morale sociale; les seconds demeurent l'objet exclusif de la morale pure ou morale individuelle, ainsi nommée par opposition à la morale religieuse, qui s'occupe des rapports de l'homme avec Dieu. Le droit seul peut être sanctionné par les lois sociales. Dans ce cas, il prend le nom de droit positif, et on l'oppose alors à cette partie du droit, dont les préceptes n'ont pas reçu de sanction effective et que l'on désigne sous le nom de droit naturel on rationnel. Les législations anciennes ont confondu le droit et la morale, la morale individuelle et la morale religieuse, et, par suite, exagéré la mission du pouvoir socia!. Ce n'est qu'à une époque de civilisation plus avancée qu'on a distingué ces choses. Le droit n'est appelé à régir que les relations des hommes entre eux. Limiter le cercle d'activité de chacun, en empêchant chacun d'empiéter sur le droit d'autrui, tel est le but que se propose la volonté générale comprimant la volonté individuelle elle y parvient, dans l'ordre juridique, en déterminant ce qui est permis ou défendu, et en sanctionnant ses défenses ou ses ordres. »

- Traité théorique et pratique du droit pénal français  (1re  édition, 5 vol.  1888-1894 ; 2e édition, 6 vol. 1898-1902 ; — 3e édition 1913-1924)
- Traité théorique et pratique d'instruction criminelle et de procédure pénale (en 6 volumes, le premier paraît en 1907, sixième en 1929)

### Autres publications
- De la nature juridique de la cession de créance en droit romain (1873)
- Des Impôts de répartition, de leur organisation financière et des projets de réforme dont elle est l'objet (1877)
- Examen du budget français  (rapport présenté aux séances de la Société d'économie politique du 24 décembre 1877 et 25 janvier 1878)
- De la déconfiture et des améliorations dont la législation sur cette matière est susceptible  (1880)
- Des liquidations judiciaires, de leur pratique et de leur légalité (1882)
- La relégation et l'interdiction de séjour : explication de la loi du 27 mai 1885  (1886)
- Le Problème moderne de la pénalité (discours prononcé lors de la séance solennelle de rentrée des Facultés de Lyon, 1888),
- L'anarchie et la répression (1895)
- Tolstoï criminaliste, (Conférence faite le 11 janvier 1903, sous les auspices de la Société des Amis de l'Université de Lyon, Lyon)
- Réforme du concours pour l'agrégation des Facultés de droit (rapport  de René Garraud 1910)
- Il a écrit de nombreux articles pour des revues de droit : revue Archives d'Anthropologie criminelle, fondée en 1881 et qu'il a dirigée avec Lassagne et Coutagne (1886-1914) ; Bulletin de la Société générale des prisons ; Dalloz, recueil de jurisprudence,